# Tătărăști
Tătărăști è un comune della Romania di 2 575 abitanti, ubicato nel distretto di Bacău, nella regione storica della Moldavia.